# Phialacanthus pauper
Phialacanthus pauper är en akantusväxtart som först beskrevs av C. B. Cl., och fick sitt nu gällande namn av Cornelis Eliza Bertus Bremekamp. Phialacanthus pauper ingår i släktet Phialacanthus och familjen akantusväxter. Inga underarter finns listade i Catalogue of Life.